# Etienne Glaser

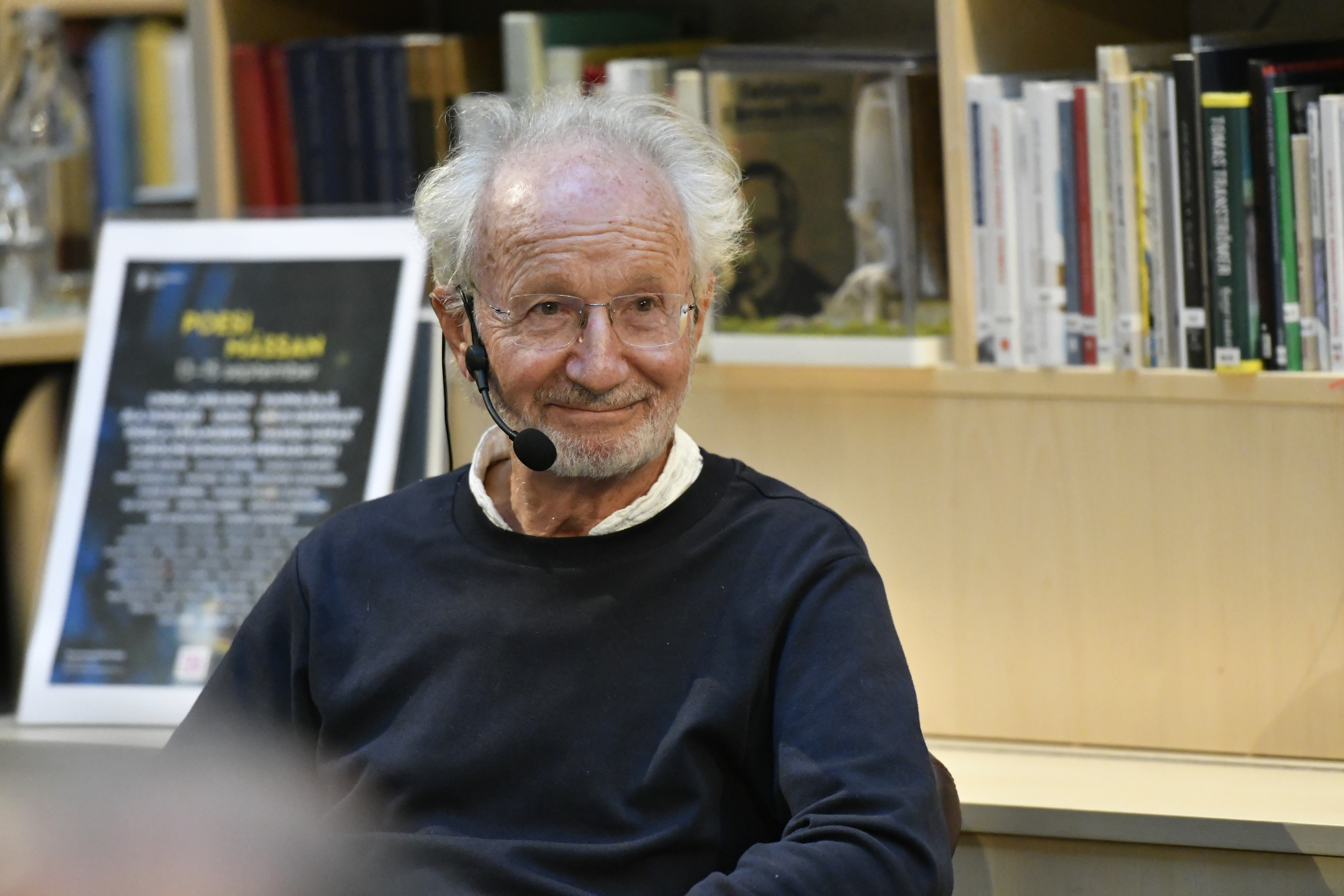
Etienne Glaser på Poesimässan 2024.

Etienne Glaser, född 18 september 1937 i Köpenhamn, är en svensk skådespelare, regissör och manusförfattare. Han är son till tonsättaren Werner Wolf Glaser och far till bland andra Pernilla Glaser.

## Biografi
Familjen Glaser kom som flyktingar till Västerås 1943. Glaser genomgick Dramatens elevskola och blev efter examen 1962 även operaregissör. När Suzanne Osten startade barn- och ungdomsteatern Unga Klara engagerade hon Glaser som skådespelare. De båda blev ett par och levde tillsammans under många år.
Som filmskådespelare debuterade Glaser 1953 i rollen som springschas i Hasse Ekmans Vi tre debutera. Efter sporadiska filmroller under 1970-talet spelade han under 1980-, 1990- och 2000-talen i flera av Ostens filmer: Mamma (1982), Bröderna Mozart (1986), Livsfarlig film (1988), Skyddsängeln (1990), Tala! Det är så mörkt (1993), Bara du & jag (1994) och Besvärliga människor (2001). För rollen i Bröderna Mozart nominerades han till en Guldbagge 1987 i kategorin bästa skådespelare. 2003 medverkade han i TV-serien En ö i havet och 2006 i TV-serien Den som viskar.
Som regissör har Glaser regisserat ett fåtal produktioner för TV. Han har även varit verksam som opera- och teaterregissör vid Stora Teatern, Göteborgs Stadsteater, Stockholms Stadsteater, Uppsala Stadsteater och Teater Halland.
Som manusförfattare har Glaser skrivit bland annat Bröderna Mozart 1986, Livsfarlig film 1988 och Skyddsängeln.

## Filmografi
Roller
- 1953 – Vi tre debutera
- 1971 – Väckning kl. 06.00
- 1977 – Bluff Stop
- 1982 – Mamma
- 1986 – Bröderna Mozart
- 1988 – Livsfarlig film
- 1990 – Skyddsängeln
- 1992 – Brev till Jonas
- 1993 – Tala! Det är så mörkt
- 1994 – Bara du & jag
- 2001 – Besvärliga människor
- 2003 – En ö i havet (TV-serie)
- 2006 – Den som viskar (TV-serie)
- 2017 – Korparna

Regi
- 1966 – Mästerdetektiven Blomkvist på nya äventyr
- 1967 – Gesang vom lusitanischen Popanz
- 1975 – Figaros bröllop

Manus
- 1975 – Figaros bröllop
- 1986 – Bröderna Mozart
- 1988 – Livsfarlig film
- 1990 – Skyddsängeln

## Teater

### Roller (ej komplett)
| År   | Roll                                                | Produktion                                                       | Regi            | Teater                |
| ---- | --------------------------------------------------- | ---------------------------------------------------------------- | --------------- | --------------------- |
| 1960 | Rinaldo Luciano i teaterspelet                      | Hamlet William Shakespeare                                       | Alf Sjöberg     | Dramaten              |
| 1961 | Den engelske budbäraren                             | Kung John (The Life and Death of King John) William Shakespeare  | Alf Sjöberg     | Dramaten              |
| 1961 |                                                     | Måsen Anton Tjechov                                              | Ingmar Bergman  | Dramaten              |
| 1962 | Max, matros Papegojan Caldas Medverkande i danserna | Resan (Le voyage) Georges Schehadé                               | Alf Sjöberg     | Dramaten              |
| 1962 | Armand                                              | Ungdom i fjällen (Altitude 3.200) Julien Luchaire                | Rolf Carlsten   | Dramaten              |
| 1995 | Franz                                               | Änglar, eller Soporna, staden och döden Rainer Werner Fassbinder | Rickard Günther | Teater Galeasen       |
| 2005 |                                                     | Ett drömspel August Strindberg                                   | Etienne Glaser  | Göteborgs Stadsteater |
| 2012 | Vita damen                                          | Spöksonaten August Strindberg                                    | Mats Ek         | Dramaten              |
| 2019 | En budbärare                                        | Oidipus/Antigone Sofokles                                        | Eirik Stubø     | Dramaten              |

### Regi (ej komplett)
| År   | Produktion    | Upphovsmän        | Teater                   |
| ---- | ------------- | ----------------- | ------------------------ |
| 1961 | Kartoteket    | Tadeusz Różewicz  | Stockholms studentteater |
| 1966 | Fruar på vift | Georges Feydeau   | Stockholms stadsteater   |
| 1983 | Don Juan      |                   | Stora Teatern, Göteborg. |
| 2005 | Ett drömspel  | August Strindberg | Göteborgs stadsteater    |
| 2008 | Om kärleken   |                   | Teater Halland           |